# Jean-Marc Loustau
Jean-Marc Loustau  est un compositeur français de problèmes d'échecs né le 13 septembre 1958. Grand maître international pour la composition échiquéenne depuis 2004, il est l'auteur d'environ 800 problèmes et études.